# Honda Deauville
La Deauville est un modèle de motocyclette de type routière, et de marque Honda.

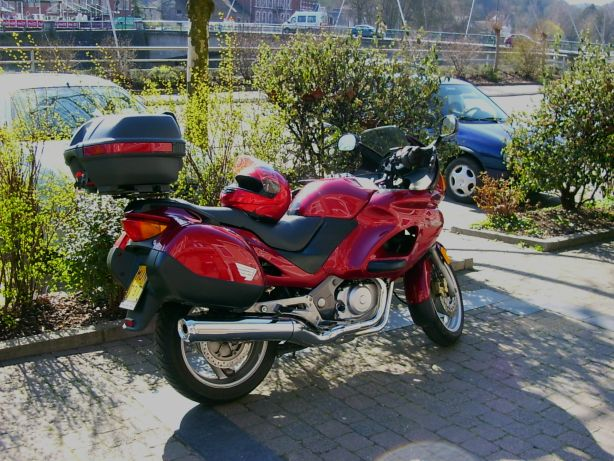
Deauville vue arrière

La NTV 650 Deauville sort en 1998. Remplaçante de la NTV Revere, elle revendique la solidité de son ancêtre, en y ajoutant de série une foule d'aspects pratiques.
Elle reprend le moteur bicylindre en V ouvert à 52°, développant la puissance modeste de 55 chevaux pour 5 mkg de couple. La transmission finale, via la boîte à cinq rapports se fait toujours par arbre et cardan.
L'habillage, même s'il n'a pas révolutionné les canons esthétiques, est pensé avant tout pour sa fonctionnalité. Le carénage offre une bonne protection du pilote, de la tête aux pieds.

Les sacoches latérales ne sont plus des éléments rapportées mais font partie intégrante de la moto. Elles offrent une capacité de 18 litres à gauche et 16,7 litres à droite.
En 2002, la Deauville connait sa première grosse évolution. Le vilebrequin et quelques pièces du moteur sont modifiées pour annihiler une partie des vibrations.
Le freinage Nissin adopte le système Dual CBS. Le levier de frein avant agit sur l'étrier droit et les deux pistons des extrémités de l'étrier gauche, tandis que la pédale agit sur l'étrier arrière et le piston central de l'étrier gauche.
Les sacoches voient leur capacité augmentée, à 24 et 19,5 litres.

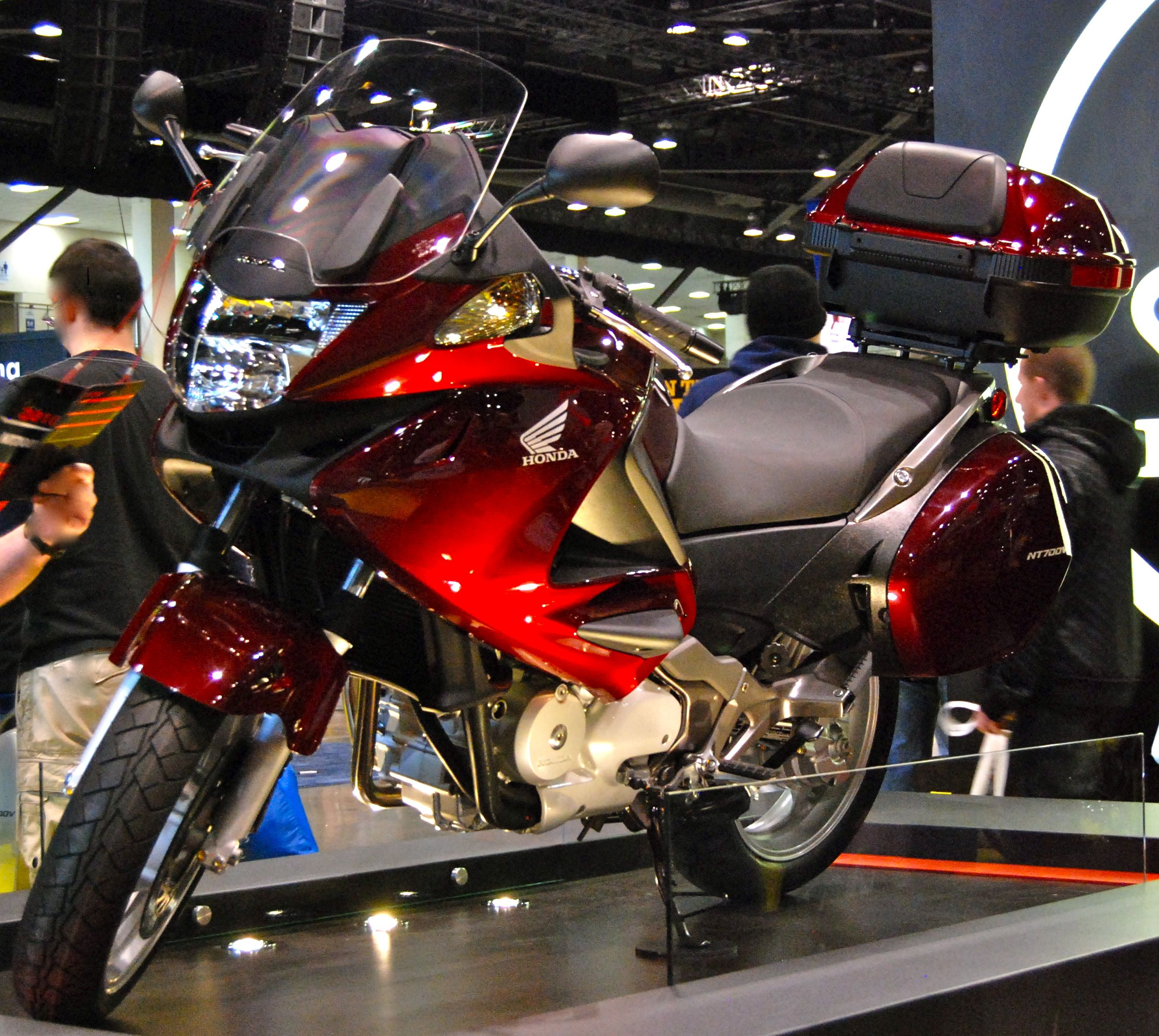
La seconde version NT700V de la Honda Deauville

En 2006, la 650 est remplacée par la NTV 700 Deauville. L'alésage du bicylindre passe à 81 mm et fait grimper la cylindrée à 680 cm³. Chaque culasse adopte une soupape supplémentaire.
La puissance augmente à 65 chevaux à 8 000 tr/min, pour un couple de 6,8 mkg à 6 500 tr/min.
Les carburateurs sont remplacés par une injection électronique de 40 mm de diamètre, qui, couplée à catalyseur, permet de satisfaire aux normes antipollution Euro 3.

Les sacoches passent à 27,4 et 26,7 litres, elles sont reliées entre elles, permettant l'emport d'un objet long.
En 2008, le système de fixation de la bulle est modifié. Le changement de hauteur s'effectue alors sans outil et en quelques secondes.
Le freinage Dual CBS est conservé et l'ABS est disponible en option pour 600 € supplémentaires.
Le poids passe à 236 kg et la hauteur de selle baisse de 24 mm.
La 700 Deauville est vendue 8 700 €.